# Acte délégué
Dans le droit de l'Union européenne, deux types d'actes d'instrument d’exécution du droit de l’Union sont prévus par le traité de Lisbonne (signé fin 2007 et en vigueur depuis le 1er décembre 2009) :
1. l'acte d'exécution (article 291 TFUE).
2. l'acte délégué (article 290 TFUE) : c'est un acte « non législatif » qui « permet au législateur de l'Union européenne de déléguer à la Commission européenne le pouvoir d'adopter des actes non législatifs de portée générale qui modifient ou complètent des éléments non essentiels de l'acte législatif »[1].

Dans ce cadre, seul un acte législatif peut faire l'objet d'une délégation de compétence à la Commission (le législateur européen doit, dans le cadre de la délégation, encadrer l'action de la Commission et pour cela il établit les objectifs, le contenu, la portée, la durée de la délégation, et les conditions encadrant cette délégation.
Des craintes sont régulièrement émises quand un usage excessif de cette procédure par la Commission européenne, laquelle semble parfois l'utiliser pour passer outre à la volonté et certaines décisions du législateur. Cette crainte a notamment été exprimée via plusieurs résolutions européennes (par exemple, à l'occasion de la législation européenne sur la mise sur le marché et la brevetabilité des semences et obtentions végétales (COM (2013) 262 final).
Ces inquiétudes concernent aussi « la procédure de sélection des comités d'experts chargés d'assister la Commission dans la préparation des actes délégués ». Ainsi le 21 janvier 2014 le Sénat français a formellement rappelé qu'il « souhaite que dans la sélection des membres desdits comités d'experts, la Commission revienne à la pratique des experts des États membres », déplorant « que dans certains cas, la Commission ait choisi de s'affranchir manifestement des orientations voulues par le législateur européen et des limites posées par les délégations de compétences prévues dans le texte de base lui-même », et « déplore le recours systématique, voire, dans certains cas, manifestement excessif, aux actes délégués qui confère un pouvoir exorbitant à la Commission européenne ».

## Historique du concept
Parfois, des conditions uniformes d'exécution des actes juridiquement contraignants de l'Union sont nécessaires. Dans ces cas, des actes d'exécution et de délégation confèrent des compétences d'exécution à la Commission ; de même dans des cas spécifiques « dûment justifiés » et dans les cas prévus aux articles 24 et 26 du traité sur l'Union européenne, au Conseil,.
L'acte délégué s'inscrit dans la continuité de la comitologie européenne. Il a été introduit dans le droit de l’Union européenne après adoption du Traité de Lisbonne.
Défini à l’article 290 du TFUE comme acte non législatif, de portée générale, qui complétant ou modifiant « certains éléments non essentiels de l’acte législatif ».
À la différence d'un acte d’exécution adopté « lorsque des conditions uniformes d’exécution des actes juridiquement contraignants de l’Union sont nécessaires » (cf. article 291 TFUE), il apparait comme formellement exclus de la fonction d’exécution.
Selon le juriste Sylvain Thiery, auteur d'une thèse sur le sujet, on pourrait en déduire qu'il est l'un des éléments de l’exercice de la fonction législative, ce qui semble contredit par le fait qu'il est qualifié « d’acte non législatif ».
Cette contradiction n'est selon lui qu'apparente, la procédure de délégation de pouvoir induite par l’article 290 TFUE visant à transférer des compétences législatives du Parlement et du Conseil de l'Union européenne vers la Commission européenne.

## Limite et difficultés d'interprétation
Selon la législation, l'acte délégué a deux limites : Il n'est pas législatif ; Il ne peut porter que sur des éléments « non essentiels » de l'acte législatif de base (seul le législateur de l'Union européenne peut traiter des éléments essentiels). Les procédures d'adoption des textes sont très différentes selon qu'il s'agisse ou d'un simple acte délégué ou d'un acte d'exécution. Or, comme le notent le Conseil fédéral autrichien et le Bundesrat allemand, faire la distinction entre un élément dit « essentiel » ou « non essentiel » au sens du traité est parfois difficile car cette notion d'éléments essentiels, n'a pas été définie par les traités.
Elle a, peu à peu, été précisée par la jurisprudence de la Cour de justice de l'Union européenne, mais reste néanmoins floue : 

Selon la Cour, les éléments non essentiels sont à définir selon les caractéristiques et des particularités de chaque matière ; et la qualification d'« élément essentiel » doit être basée sur des « éléments objectifs susceptibles de faire l'objet d'un contrôle juridictionnel ».
Leur adoption implique des choix politiques « relevant des responsabilités propres du législateur de l'Union » doivent être considérées comme des éléments essentiels ne pouvant faire l'objet d'une délégation ».

Les dispositions visant à « traduire les orientations fondamentales de la politique communautaire » devaient être considérées comme « essentielles » au sens du traité.

## Domaines d'utilisation
L'acte délégué est très utilisé dans divers domaines de compétence de l'UE, dont pour la règlementation financière et bancaire, pour la règlementation technique, ou encore en droit de la consommation et de la protection du consommateur par exemple :
- pour appliquer la politique agricole commune (en précisant ainsi des règles d'éligibilité à une aide, par exemple),
- pour la protection des données personnelles (pour réévaluer le montant à acquitter pour consulter le programme d'enregistrement des voyageurs[8] ; modifier les conditions de licéité du traitement des données dans certains cas[9], etc.
- pour l'informations des consommateurs via l'étiquetage,
- pour la réglementation financière,
- pour les fonds structurels ; ainsi le « paquet législatif » sur les fonds structurels 2014-2020 ne sera complètement adopté qu'après adoption par la Commission d'une série d'actes délégués…

## Appréciation au sein des instances européennes
Selon un rapport d'information sénatorial français sur « La place des actes délégués dans la législation européenne », cet outil est apprécié différemment par les 3 grandes instances européennes ; globalement :
- le Parlement européen serait plutôt favorable aux actes délégués « car il dispose de plus de pouvoirs qu'auparavant, jusqu'à l'opposition au projet d'acte délégué » ;
- le Conseil de l'Union européenne y serait moins favorable, préférant faire appel à l'acte d'exécution dont « la procédure est voisine de l'ancienne comitologie, avec le maintien des comités des représentants des États membres » ;
- la Commission européenne trouverait des avantages aux deux procédures, car avec l'acte délégué, elle n'est pas liée aux avis des comités d'experts ; et dans le cas des actes d'exécution, c'est elle qui prend la décision finale (sauf dans le rare cas de majorité qualifiée contre). Un membre du Secrétariat général des affaires européennes (SGAE) rattaché au Premier ministre, cité par un rapport sénatorial, ajoute que « la Commission s'arrange toujours pour éviter une situation de blocage et parvient presque toujours à faire passer ses projets ».

## Inquiétudes
Cette forme de délégation a une utilité qui n'est pas contestée, pour correctement appliquer les textes votés par le législateur européen, mais divers acteurs craignent ou dénoncent un usage devenant excessif et déjà parfois inapproprié, outrepassant les prérogatives de la Commission, et le principe de subsidiarité.
Ainsi depuis 1992, deux grandes institutions européennes (Parlement européen et Comité économique et social européen), et divers États-membres (Allemagne par exemple) ou institutions nationales (ex. : Sénat français) constatent un recours croissant à la procédure des actes délégués par la Commission européenne et se sont dits inquiets ont dénoncé plusieurs dérives potentielles ainsi qu'un usage croissant et excessif, inadéquat ou abusif (abus de pouvoir et parfois détournement de l'intention du législateur, contraires à l'esprit des traités et à la lettre de la législation européenne) de ce moyen juridique par la Commission européenne.

Par exemple :
- en 2012, une résolution du sénat français adoptée en séance publique du 6 mars, dénonce un recours trop fréquent aux actes délégués, notamment dans le secteur sensible de la protection des données à caractère personnel. En effet, la proposition de règlement consacré à ce sujet, concernant le traitement des données à caractère personnel et le cadrage de la circulation de ces données (COM (2012) 11 final) renvoyait plus de cinquante fois à des actes délégués ou des actes d'exécution[12]. Le 12 mars 2013 13(*), le Sénat a jugé que « dès lors que l'article 290 TFUE n'autorise de délégation de compétence à la Commission que pour compléter ou modifier des éléments non essentiels de l'acte législatif, la Commission ne doit pas pouvoir adopter d'actes délégués dans un domaine aussi essentiel que celui des critères et exigences permettant d'établir une violation des données »[13] .
- lors de l'examen d'une proposition de règlement sur les redevances dues à l'agence européenne des médicaments pour la conduite d'activités de pharmacovigilance[14], à la suite de la proposition de la Commission, plusieurs délégations, dont française, ont fait part de leur désaccord sur la volonté de la Commission de procéder par actes délégués pour fixer le montant des redevances, considérant que ces montants devaient être fixés soit directement dans le texte, soit par actes d'exécution[4] ;
- dans le secteur de l'agroalimentaire (où les craintes d'un « dessaisissement insidieux du pouvoir législatif sont encore plus vives »)[4] ; par exemple, en octobre 2013, lors de l'examen du paquet législatif sur la santé animale et végétale (Sur proposition de Mme Bernadette Bourzai, rapporteure du texte sur la santé animale (COM (2013) 260 final), Bernadette Bourzai (rapporteure) évoque la crainte d'un blanc-seing donné à la Commission via « un nombre considérable d'actes dérivés : les 260 articles de base renvoient à quelque 106 actes délégués et 57 actes d'exécution. Le texte est parfois ressenti comme étant « une coquille vide » qui sera remplie plus tard. Remplie par la Commission, au nom de son pouvoir délégué et de son pouvoir d'exécution. Ainsi, cette législation renvoie le détail aux actes dérivés. Certaines dispositions anciennes seraient abrogées sans avoir l'assurance qu'elles seront reprises dans l'acte d'application. C'est le cas, par exemple, de la notion de réseau d'épidémiosurveillance définie dans la directive 64/432/CEE et qui est si utile en France, qui n'est pourtant ni reprise par l'acte de base, ni évoquée dans les actes d'application. (...) Chaque état peut être sensible à tel ou tel domaine et peut craindre un transfert de pouvoir ». La résolution du Sénat du 6 décembre 2013 « déplore le recours manifestement excessif aux actes délégués et aux actes d'exécution - 163 au total - qui confère un pouvoir exorbitant à la Commission européenne » »[15].
- dans le secteur des biotechnologies et des semences, sur proposition de Jean Bizet et de Richard Yung (rapporteurs du texte sur la mise sur le marché et la brevetabilité des semences et obtentions végétales)[16], une résolution de la commission sénatoriale des affaires européennes a dénoncé l'abus du recours aux actes délégués[17], estimant que « le texte renvoie trop souvent à des actes délégués ou à des actes d'exécution de la Commission » et que « le texte doit prévoir directement toutes les dispositions essentielles, comme la liste des espèces visées par les obligations liées à la certification obligatoires »[18]
- en novembre 2013, Richard Yung (en charge d'une proposition de règlement concernant les indices utilisés comme indices de références dans le cadre d'instruments et de contrats financiers), s'inquiétait du fait que {{le texte renvoie fréquemment à des actes délégués que la Commission européenne prendrait seule. Les matières concernées paraissent pourtant essentielles. Il s'agit notamment des exigences de gouvernance, des codes de conduite, des méthodes d'élaboration des indices et des exigences spécifiques applicables aux indices de taux}}[4] ; un avis politique du 28 novembre 2013 a relayé cette critique : « la proposition de règlement renvoie trop fréquemment à des actes délégués sur des aspects techniques essentiels du dispositif. Ces sujets sont de nature à être réglés soit par le législateur soit par l'AEMF[4] ».